# Negace
Logická negace (používá se pro ni symbol {\displaystyle \neg } nebo {\displaystyle \mathrm {NOT} }, popř. se označuje pruhem nad proměnnou) je unární logická operace, která vezme výrok "p" do dalšího výroku "ne  p", psáno ¬p, který je samostatně interpretován jako pravda, když p je nepravda nebo jako nepravda, když p je pravda.
Pro vstup {\displaystyle A} vypadá pravdivostní tabulka negace následovně (0 označuje nepravdivé tvrzení, 1 označuje pravdivé tvrzení):
| {\displaystyle A} | {\displaystyle \neg A} |
| ----------------- | ---------------------- |
| 0                 | 1                      |
| 1                 | 0                      |

## Negace výroku
Negace výroku (graficky ¬, ′; textově non) je v matematické logice opačná pravdivostní hodnota k výroku. Negace výroku se označuje symbolem ¬. Tento symbol se umísťuje před označení výroku. Negace výroku se dá též zapsat textově non či graficky ′. Pokud je tedy výrok označen jako A, negace takového výroku může být ¬A, nonA či A′.
| Výrok                  | Negace výroku            | Vysvětlení |
| ---------------------- | ------------------------ | --- |
| V                      | ¬V                       | Obecné označení výroku a jeho negace. |
| Jsem editor Wikipedie. | Nejsem editor Wikipedie. | Negace může být i Není pravda, že jsem editor Wikipedie.                                                                                        |
| Haf!                   |                          | Nejedná se o výrok, tudíž ho nelze negovat. |
| 3 + 2 = 5              | 3 + 2 ≠ 5                | |
| 3 + 2 = 6              | 3 + 2 ≠ 6                | Výrok je vše co se dá označit za pravdivé či nepravdivé. V tomto případě 3 + 2 = 6, je nepravdivý výrok. Pokud ho negujeme, zapíšeme 3 + 2 ≠ 6. |

Pokud negujeme negaci výroku, dostáváme opět výrok. Tedy: ¬(¬A) = A.

## Vlastnosti
{\displaystyle \neg (\neg A)=A}
{\displaystyle \neg (A\land B)=\neg A\lor \neg B}
{\displaystyle \neg (A\lor B)=\neg A\land \neg B}
{\displaystyle \neg (A\implies B)=A\land \neg B}
{\displaystyle \neg (A\leftrightarrow B)=A{\underline {\lor }}B} (exkluzivní disjunkce)